# ميزو
ميزو للكنولوجيا (بالصينية: 魅族科技有限公司) هي شركة إلكترونيات استهلاكية صينية يقع مقرها في زوهاي، غوانغدونغ. تأسست شركة ميزو عام 2003 من قبل جاك وونغ، وبدأت في تصنيع مشغلات MP3 ومشغلات MP4 فيما بعد. في عام 2008، نقلت ميزو تركيزها ليصبح على الهواتف الذكية. تحتل ميزو الترتيب الحادي عشر في قائمة أكبر الشركات المُصنعة للهواتف الذكية في العالم، إذ باعت أكثر من 20 مليون وحدة في عام 2015. في فبراير 2015، استثمرت مجموعة علي بابا ما قدره 590 مليون دولار في ميزو، واكتسبت حصة قليلة لم يتم الكشف عنها.